# John Tener

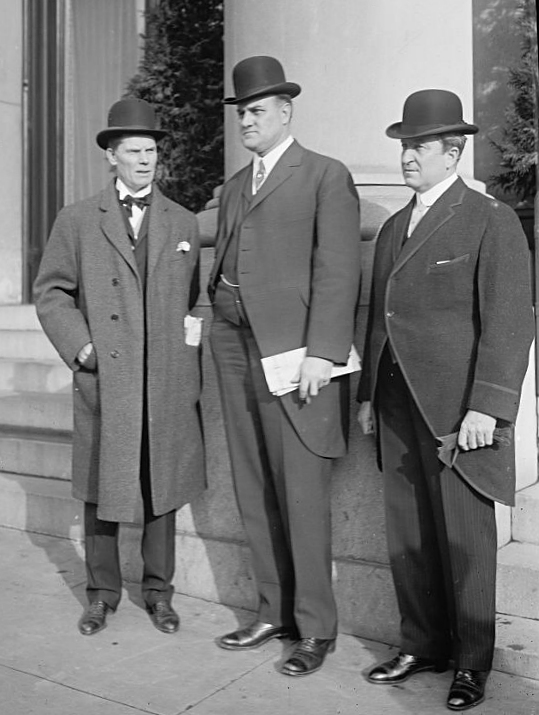
John Tener (Mitte) mit dem New Yorker Gouverneur John Alden Dix (links) und dessen Nachfolger William Sulzer (1912).

John Kinley Tener (* 25. Juli 1863 im County Tyrone, Irland; † 19. Mai 1946 in Pittsburgh, Pennsylvania) war ein professioneller Baseballspieler aus den USA und auch als Politiker für die Republikanische Partei aktiv. Er war der 26. Gouverneur von Pennsylvania.

## Leben
Der in Irland geborene Tener wanderte als Kind mit seinen Eltern in die USA aus, wo sich die Familie 1872 in Pittsburgh niederließ. Nach dem Schulbesuch arbeitete er für mehrere Produktionsbetriebe im Raum Pittsburgh.
1885 schloss er sich dem Baseball-Team der Baltimore Orioles in der American Association an. Später spielte er noch für die Chicago White Stockings in der National League und die Pittsburgh Burghers in der Players League als Pitcher und Outfielder. 1890 beendete er seine sportliche Laufbahn.
In der Folge stieg Tener ins Bankgewerbe ein. In Charleroi wurde er 1901 zunächst Kassierer bei der First National Bank, später dann deren Präsident.

## Politik
Teners politische Laufbahn begann 1909, als er für die Republikaner ins US-Repräsentantenhaus gewählt wurde. Er legte sein Mandat im Januar 1911 nieder, nachdem er zum Gouverneur von Pennsylvania gewählt worden war.
Tener trat sein neues Amt am 17. Januar 1911 an. In seiner vierjährigen Amtszeit wurde die Verwaltung in Pennsylvania reformiert. Das Straßennetz wurde angesichts des aufkommenden Automobilverkehrs erweitert. Eine Kommission, die die öffentlichen Versorgungsbetriebe kontrollierte wurde geschaffen. Außerdem wurde das Schulsystem weiter gefördert. Damals entstand eine neue Regierungsabteilung, die industrielle und arbeitsrechtliche Angelegenheiten überwachte, und die Einführung eines Vorwahlsystems wurde vorbereitet. Außerdem entstanden neue Gesetze zum Verbraucherschutz, besonders für Lebensmittel und zur Gewährung von Hilfen an Mütter. Auch eine Gefängnisreform wurde in die Wege geleitet. Damals wurde mit der Pennsylvania Historical Commission auch eine Organisation gegründet, die sich mit der Geschichte des Landes befasste. Nach Ablauf seiner vierjährigen Amtszeit durfte Tener aufgrund einer Verfassungsklausel nicht direkt für eine Wiederwahl kandidieren. Daher schied er am 19. Januar 1915 aus seinem Amt aus.

## Nach der Politik
1914, noch während seiner Zeit als Gouverneur, wurde John Tener zum Präsidenten der National League im Baseball gewählt, was er bis 1918 blieb. 1931 wurde er Direktor der Philadelphia Phillies. Beruflich war er bis zu seinem Tod im Versicherungsgewerbe tätig. Er wurde auf dem Homewood-Friedhof in Pittsburgh beigesetzt. Ein Studentenwohnheim auf dem Campus der Pennsylvania State University wurde nach John Tener benannt.